# TV2 Østjylland
 Ikke at forveksle med TV 2/Øst.
 Der er for få eller ingen kildehenvisninger i denne artikel, hvilket er et problem. Du kan hjælpe ved at angive troværdige kilder til de påstande, som fremføres i artiklen.

TV2 Østjylland er en af de otte regionale TV 2-stationer i Danmark. Mediehuset dækker hele Østjylland: Favrskov, Horsens, Norddjurs, Odder, Randers, Samsø, Silkeborg, Skanderborg, Syddjurs og Aarhus Kommune. Stationen sender regionale nyheder og aktuelle programmer på tv fra redaktionen i Skejby i det nordlige Aarhus. Herudover er TV2 Østjylland til stede ved events rundt omkring i hele Østjylland og dyrker det østjyske fællesskab på web og sociale medier.
TV2 Østjylland blev grundlagt i 1990, hvor også den første tv-nyhedsudsendelse blev sendt søndag den 1. april kl. 19.30. Dengang sendte stationen fra Mediehuset på Randers Havn, men flyttede i 1999 til sin nuværende placering i Skejby. Dækningsområdet var dengang det daværende Århus Amt.
Inga Vind er fra 1. januar 2016 direktør for mediehuset. Tidligere direktører er Erling Bundgaard (1990-2000) og Peter Kramer (2000-2015).
1. februar 2012 fik TV2 Østjylland sin egen 24 timers tv-kanal. Kanalen hedder TV2 Østjylland – ligesom tv-stationen. De daglige nyhedsudsendelser – typisk klokken 17.10, 18.25 og 19.30; mandag-torsdag desuden kl. 22.00 – sendes også på TV 2. Stationens indhold kan ses på www.tv2østjylland.dk, Facebook, Instagram, YouTube og Twitter.
TV2 Østjyllands tv- og internetaktiviteter er skattefinansierede på basis af en public service-kontrakt – ligesom DR og de syv øvrige regionale TV 2-stationer.
I lighed med de øvrige TV 2-regioner har TV2 Østjylland løbende produceret flere udsendelser for TV 2 Danmark, eksempelvis dokumentaren Er du mors lille dreng? fra 1998.